# Villa Knauer

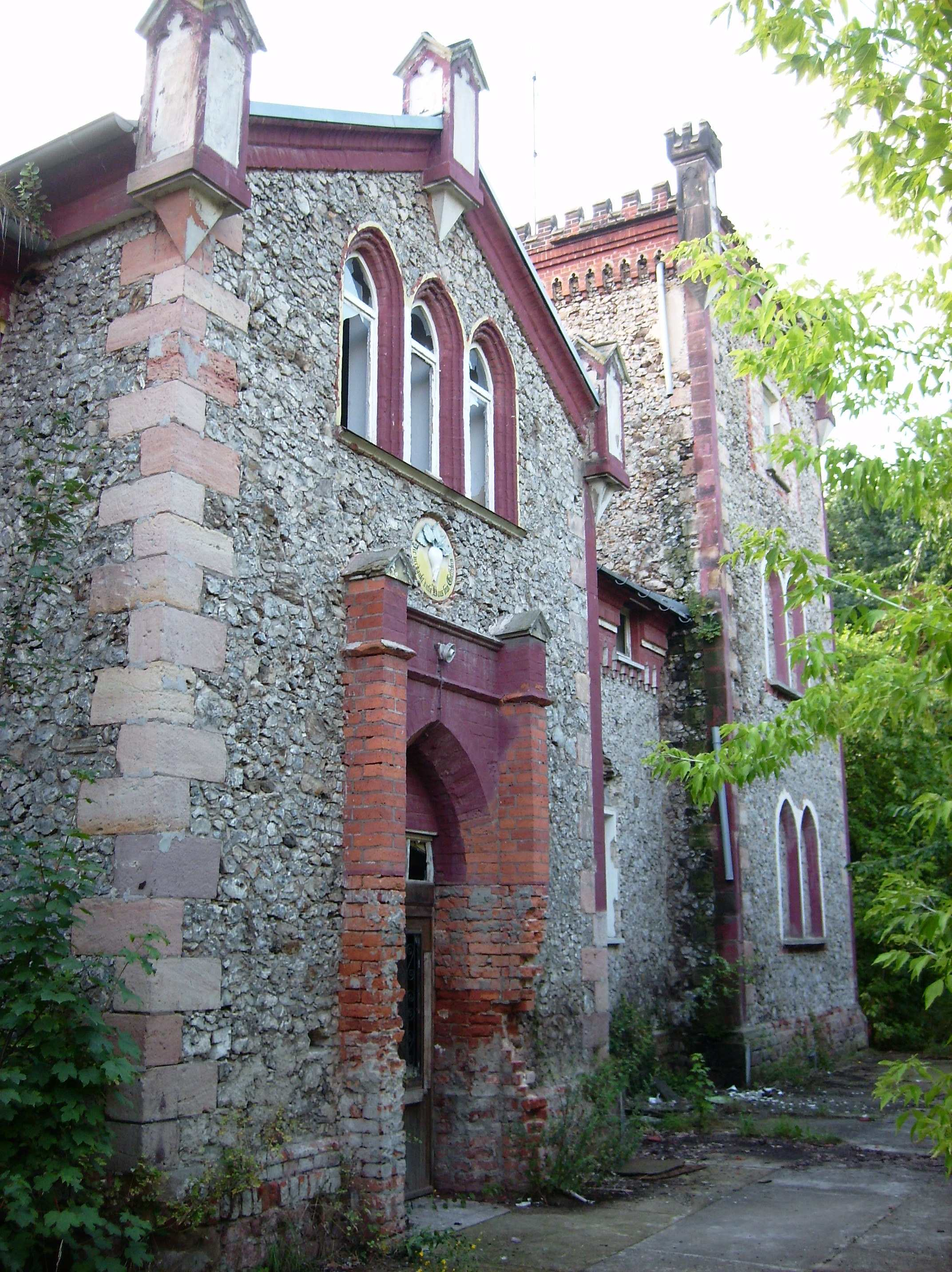
Ehemaliges Pfarrtöchterheim 2008

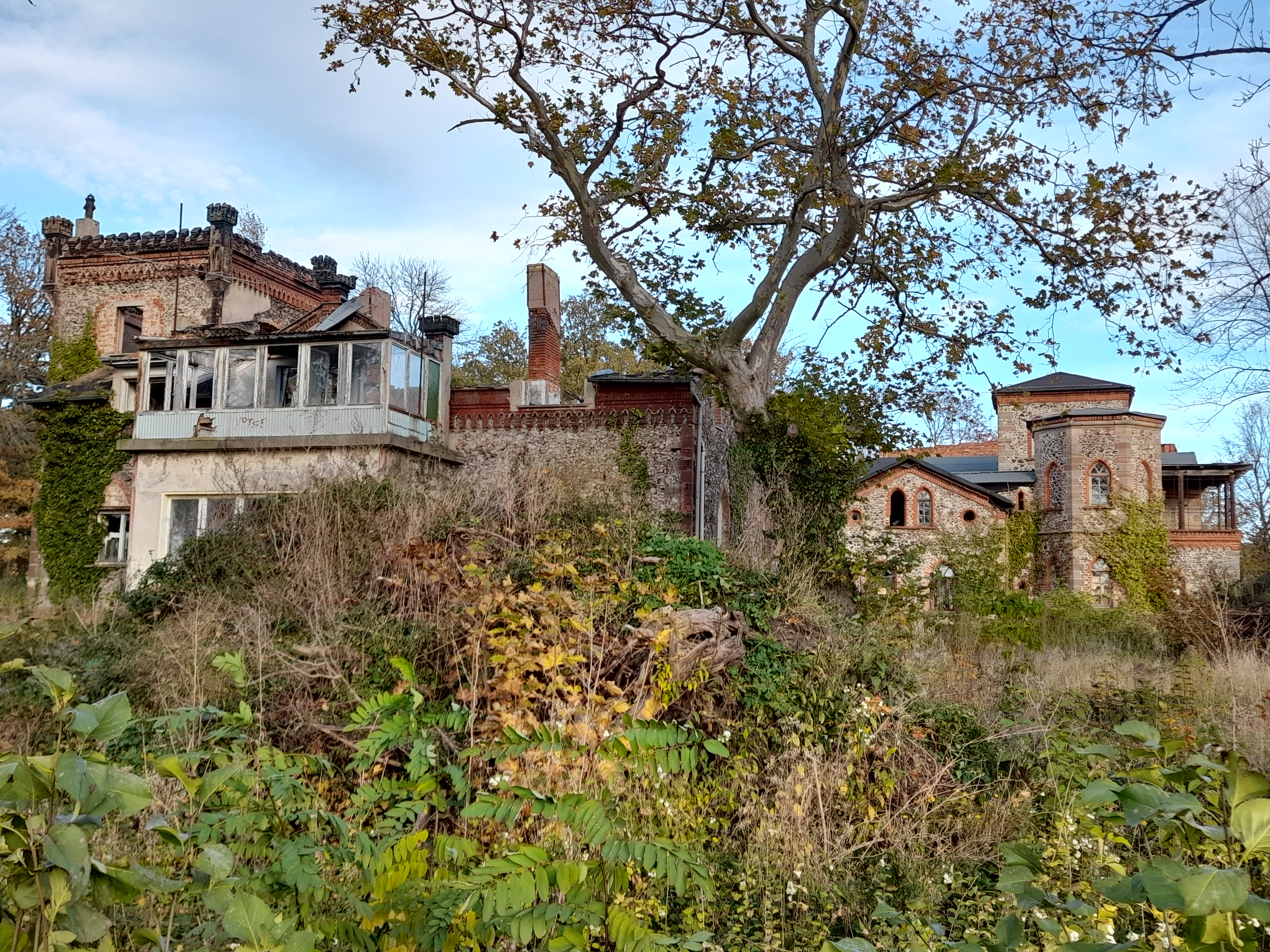
Leerstehende Villa 2021

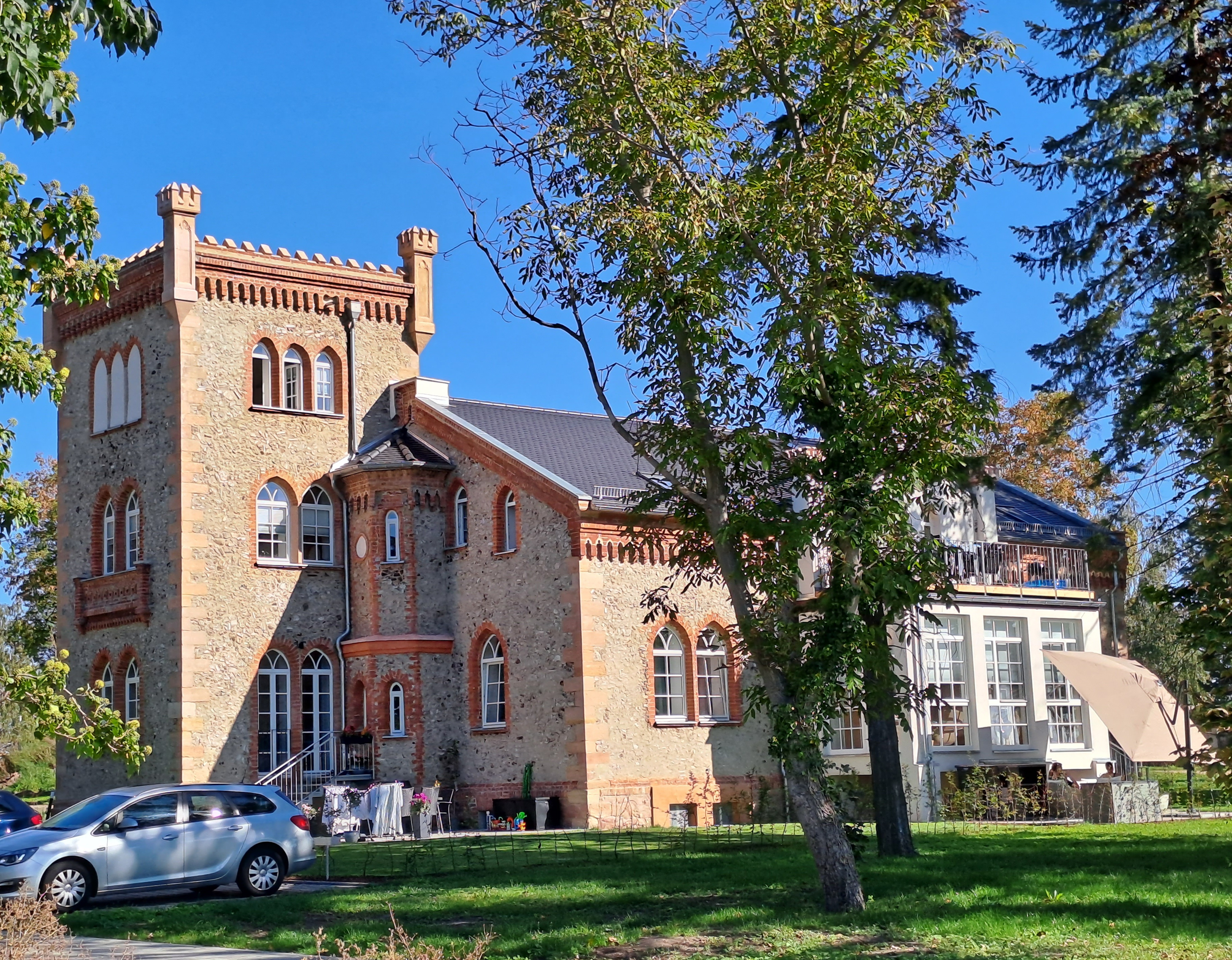
Saniertes ehemaliges Pfarrtöchterheim 2023

Villa Knauer ist der Name eines Anwesens im zur Gemeinde Kabelsketal gehörenden Ortsteil Schwoitsch der ehemaligen Gemeinde Gröbers in Sachsen-Anhalt. Die vorhandenen Gebäude werden umgangssprachlich auch als Schloss Gröbers oder Herrenhaus Gröbers bezeichnet. Im örtlichen Denkmalverzeichnis ist das aus zwei Gebäuden bestehende Ensemble unter der Erfassungsnummer 094 55132 als Baudenkmal verzeichnet.

## Lage
Die Villa Knauer befindet sich westlich der Ortslage von Schwoitsch, auf der Ostseite der von Gröbers in Richtung Osmünde führenden Lindenstraße an der Adresse Lindenstraße 8.

## Geschichte
Die beiden Gebäude entstanden ab 1857 im Stil der Neogotik für den als Rübenzuckerfabrikanten tätigen Ferdinand Knauer, nach dem sie auch benannt wurden.
Nachdem Ferdinand Knauer verstorben war, wurde Teile des Anwesens und des Gartens unter anderem vom Kunst- und Handelsgärtner Otto Heinert genutzt.
Im Jahr 1900 wurde das Anwesen -„zwei Villen („Villa Knauer“) mit 22 heizbaren Zimmern in einem fünf Morgen großen Park und Garten“- im Rahmen einer Erbteilung für 36.000 Mark vom Provinzialpfarrerverein erworben, um dort das Pfarrtöchterheim der Provinz Sachsen einzurichten. Das Pfarrtöchterheim wurde am 24. Mai 1901 eröffnet und zu diesem Zeitpunkt von sechs älteren alleinstehenden Pfarrtöchtern bewohnt. Bis 1903 wurden weitere 6000 Mark investiert, um in den beiden Gebäuden Einzelwohnungen einzurichten.
Bei einer Teilsanierung im Jahr 1999 wurde das Innere der Gebäude entkernt. Dies standen bis 2021 seit über zehn Jahren leer und waren von Verfall gekennzeichnet. Der Park war stark verwildert. Ab 2022 wurden erneut Sanierungsarbeiten vorgenommen. Ein privater Investor ließ in den zwei historischen Gebäuden Wohnungen bauen.

## Beschreibung
Oberhalb des Hintereingangs des denkmalgeschützten ehemaligen Pfarrtöchterheims befindet sich ein Medaillon, in welchem eine Zuckerrübe sowie die Inschrift Dir verdankt dieß Haus sein Entstehen abgebildet ist. Das Anwesen ist von einem Park umgeben. Im Park befindet sich das ehemalige Laboratorium. Bemerkenswert ist der zum Bau genutzte Werkstoff verkieseltes fossiles Holz, das aus der Braunkohlengrube Gröbers stammt und dort als Abfallprodukt anfiel. Das Anwesen verfügt über zwei Türme: Am der Straße zugewandten Gebäude einen Turm mit quadratischem Grundriss, der ursprünglich eine gusseiserne Wendeltreppe im inneren besaß und im hinteren Gebäude einen achteckigen Turm mit gotischem Gewölbe.